# Fort Black Jack
Das Fort Black Jack (auch Fort Blackjack oder Camp Blackjack) war eine rund 15 Hektar umfassende militärische Einrichtung am südlichen Ortsrand von Inneringen, heute ein Stadtteil von Hettingen im Landkreis Sigmaringen in Baden-Württemberg. Sie war vermutlich während des Kalten Kriegs französische und später amerikanische Stellung von nuklearen Sprengköpfen. Das Gelände in Inneringen wurde in der Folgenutzung als Gewerbegebiet „Bergwiesen“ erschlossen.

## Geschichte
Die militärische Nutzung des Geländes auf der Schwäbischen Alb etwa 13 km nördlich von Sigmaringen begann, als sich dort 1959 die französischen Luftstreitkräfte (frz. Armée de l’air) einrichteten. Von 1960 bis 1966 war das 3rd btry 520e Bde in Inneringen stationiert. Inneringen wurde unter ihnen zur Stellung von Flugabwehrraketen vom Typ Nike Ajax und ab 1964/65 vom Typ Nike Hercules ausgebaut. Dies geschah im Rahmen der NATO in Unterstützung von der United States 357th Artillery Detachment. Mit dem Natorückzug der Franzosen 1966 wurde der Standort zunächst geschlossen und stillgelegt, dann aber von den US-Streitkräften wieder in Betrieb genommen.
Als Fort Black Jack gehörte es von 1969 bis 1974 zu dem in Neu-Ulm ansässigen 1st Battalion der 81st Field Artillery Regiment der 7. US-Armee und danach bis Abzug im Juli 1983 zum 1st Battalion der 41st Field Artillery Regiment, die in Schwäbisch Gmünd beheimatet war. Insgesamt sollen im Zeitraum von 1969 bis Juli 1983 neun Raketen des Typs Pershing IA mit nuklearen Sprengköpfen permanent einsatzbereit gewesen sein. Jeweils drei Startrampen standen auf den Betonflächen im Freien verteilt. Im Jahre 1983 soll das Camp als Stützpunkt für 36 Raketen des Typs Pershing II gedient haben.
Erste mediale Aufmerksamkeit fand Inneringen durch das Nachrichtenmagazin Der Spiegel, Ausgabe 45/1972. Der Artikel berichtete über militärische Simulationen mit Mittelstreckenraketen vom Typ Pershing IA, die als Trägersystem für einen nuklearen Sprengkopf fungieren können, des 1. Bataillon der Mobilen 81. Artillerieregiments in Inneringen. 1982 berichtete Der Spiegel in seinem Enthüllungsjournalismus von fest vermessenen Abschussplätzen, den sogenannten Combat Alert Sites (kurz CAS; „Combat Alert“ dt. für Kampfbereitschaft) für den atomaren Schnellschuss, den sogenannten Quick Reaction Alert (QRA) bei Lehmgrube (Kettershausen, auch genannt Fort Von Steuben), auf der Waldheide (Heilbronn, auch genannt Fort Redleg) und in Inneringen (Fort Black Jack). Der Spiegel mutmaßte in der Ausgabe 6/1983 vom 7. Februar 1983 über eine mögliche Stationierung von Pershing-II-Raketen, falls die damals andauernden Genfer Abrüstungsverhandlungen erfolglos bleiben. Tags darauf griff die Lokalzeitung Schwäbische Zeitung diese Meldung auf, was unter anderem dazu führte, dass Inneringen vom 1. bis 3. April 1983 Ziel eines dreitägigen Friedensmarsches, mit den meisten Ostermarschierer, die bereits seit Anfang der 1960er Jahre Inneringen zum Ziel hatten, gegen den NATO-Doppelbeschluss und die mögliche Stationierung der neuen Mittelstreckenraketen war. Die Friedensbewegung ging davon aus, dass Inneringen im Kriegsfalle ein bevorzugtes Ziel russischer Raketen sein könnte.
Die US-Streitkräfte zogen zum 1. Juli 1983 aus Inneringen ab. Am Buß- und Bettag 1983, dem 16. November, wurde dann um 3 Uhr der ehemalige US-Militärstützpunkt von 34 Demonstranten, unter ihnen der damalige Bundestagsabgeordnete der Grünen Willi Hoss, für fast neun Stunden besetzt.